# マリア・テレサ礁
マリア・テレサ礁（マリア・テレサしょう、英語: Maria-Theresa Reef）は、南太平洋、ニュージーランドとトゥアモトゥ諸島（フランス領）の間に存在したとされる礁（島）。疑存島のひとつとされる。フランス語ではタボル島、タボル礁（フランス語: Île Tabor、Récif Tabor）と呼ばれることもある。

## 報告

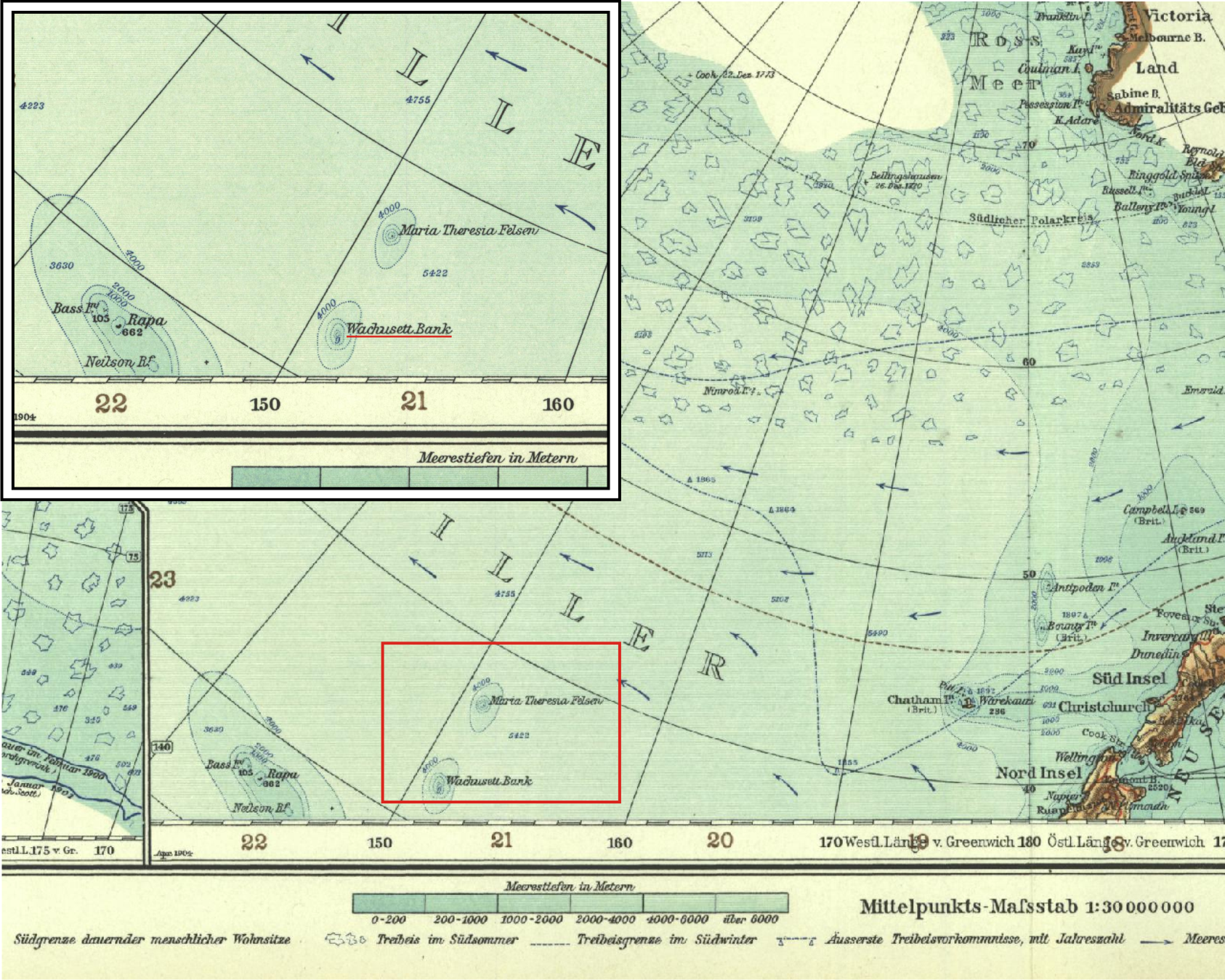
マリア・テレサ礁 (Maria-Theresa Felsen)が記載された1904年の地図

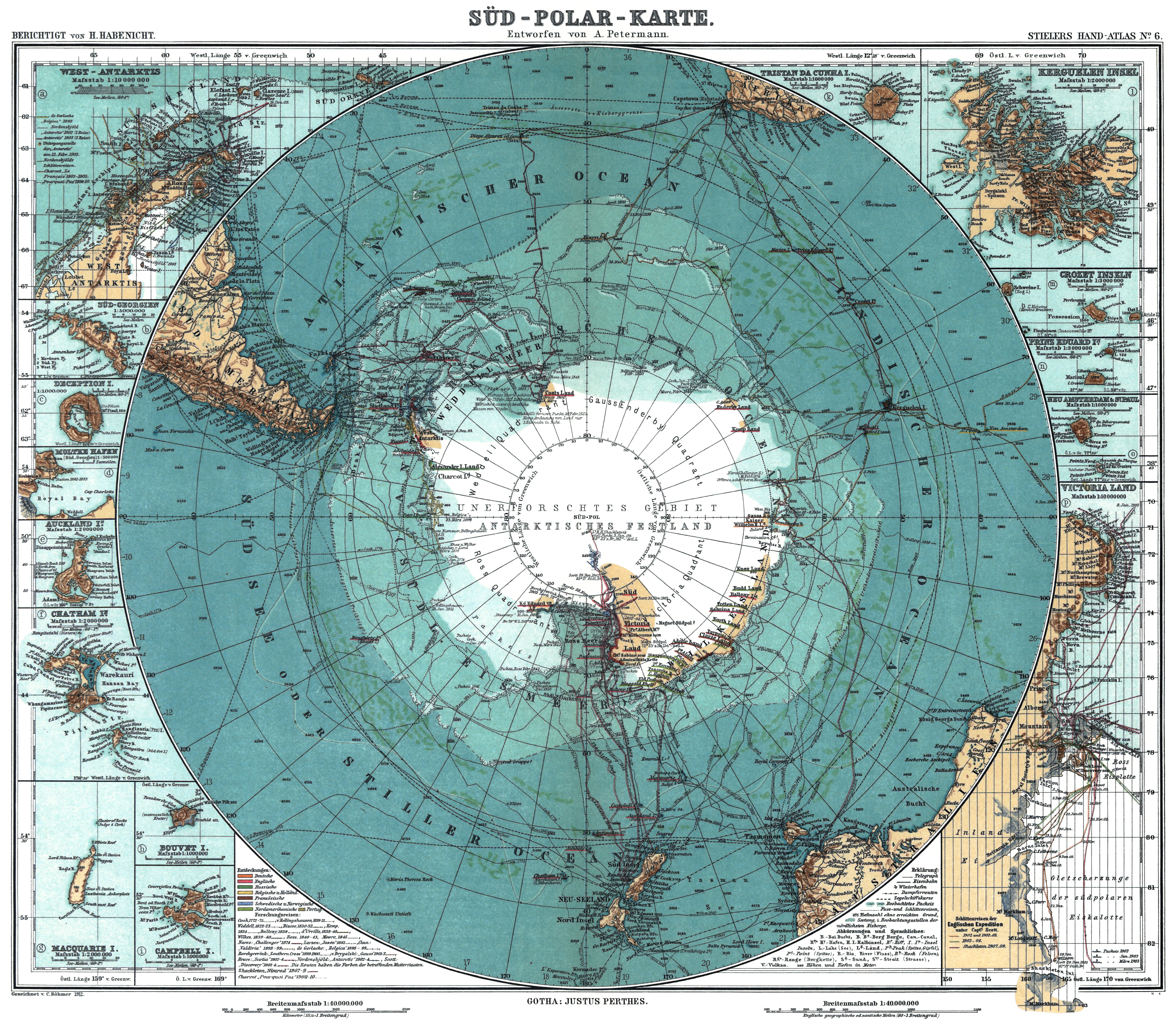
マリア・テレサ礁 (Maria Theresa Rock)が記載された1912年の地図

マリア・テレサ礁は、1843年11月16日にマサチューセッツ州ニューベッドフォードの捕鯨船「マリア・テレサ号」（マリア・テレジアにちなむ）の船長、アサフ・P・テイバー（Asaph P. Taber）によって報告された。この時の報告では、南緯37度00分 西経151度00分 / 南緯37.000度 西経151.000度に位置していたとされたが、後に南緯37度00分 西経151度13分 / 南緯37.000度 西経151.217度とされた。しかし、1957年に行われた調査で存在は確認されず、1983年に礁の位置は、南緯36度50分 西経136度39分 / 南緯36.833度 西経136.650度であると再計算された。この位置は、元々報告されていた位置から1,000キロメートル以上東の位置であり、結局この周辺にマリア・テレサ礁に相当する礁は発見されなかった。この結果、マリア・テレサ礁の存在は大変疑わしいものとなった。
1966年にアマチュア無線雑誌の「CQ Amateur Radio」では、マリア・テレサ礁から無線の運用を行ったというドン・ミラー（Don Miller）の記事と写真を掲載した。しかしながら、後にこの記事はデマであると証明された。ニュージーランド海軍の艦艇・HMNZS Tuiは、1970年代にマリア・テレサ礁の存在するとされた海域の大規模な探索を行ったが、島はおろか浅瀬すら発見できなかった。また、この海域の水深は、2,734ファゾム（5,000メートル）もあるとされた。この海域には、マリア・テレサ礁以外にも、エルネスト・ルグヴェ岩礁（英語: Ernest Logouve Reef）、ワチュセット礁（英語: Wachusett Reef）、ジュピター礁（英語: Jupiter Reef）といった存在しない礁が複数報告されている。これらの礁は、おそらくマリア・テレサ礁の存在に触発されたと推定される。21世紀においてもいくつかの海図や海図出版社は、この南太平洋の存在しない複数の礁を海図上に掲載し続けている。

## 創作物の中におけるマリア・テレサ礁
マリア・テレサ礁は、フランス人小説家・ジュール・ヴェルヌの小説『グラント船長の子供たち』と『神秘の島』に登場している。これらの小説の中では、フランス語名のタボル島と呼ばれ、比較的大きな島として扱われている。
『グラント船長の子供たち』では、この島（タボル島）は登場人物のグラント船長と2人の船員が流れついた島として登場する。この島の位置は、子供たちが拾った半ば消えてしまったメッセージに書かれており、これによって子供たちは、グレナヴァン卿と彼のヨット「ダンカン号」で数か月の漂流へと導かれることとなる。この本の最後、裏切り者のトム・エアトンは獣が存在するグラント船長がいたこの島に残され、人間性を取り戻す。
『神秘の島』では、登場人物たちがリンカーン島に漂着した後、幾人かの主要人物が小さな船を使ってタボル島に辿り着き、タボル島で生活していたエアトンに出会う。この出会いによってエアトンは、社会性を取り戻し社会復帰を成し遂げることになる。リンカーン島が、マグマ溜りによる爆発によって吹き飛んだ後、彼らは「ダンカン号」によって保護された。ダンカン号の乗組員は、タボル島でエアトンを探していた。結局タボル島では残されていた書付を発見したに終わったが、この書付にはリンカーン島の存在とエアトン及び主要人物たちがそこに漂着していることが示唆されており、この救助に大きな役割を果たした。そしてこの書付は、慈悲深いネモ船長によって残されたものであることが判明したのである。